# Борисівка (Нікопольський район)
Борисі́вка — село в Україні, у Нікопольському районі Дніпропетровської області. Входить до складу Червоногригорівської селищної громади, Дмитрівський старостинський округ (Дмитрівська сільська рада). Населення  — 459 мешканців (на 01.01.2021 р).

## Географія
Село Борисівка  розташоване на відстані 103 км від обласного, 35 км від районного центрів і 5 км від села Дмитрівка. Займає площу 348 га, По селу протікає пересихаючий струмок з загатою. Через село проходить автомобільна дорога Т 0435.

## Історія
Борисівка - тихе село, яке приваблює своїм спокійним існуванням, красивою природою, скромними пам'ятками і невигадливою історією свого походження.
А історія його така. Після закінчення Кримської війни 1853-1856 рр., і підписання Паризького мирного договору, за умовами якого частина російської Бессарабії передавалася до Молдавського князівства, населення, що проживало на той час на її території, мало право залишитися жити там, або переселитися на територію Росії. У цій місцевості проживала група селян, уродженців Обоянського повіту Курської губернії, яка ще на початку ХІХ століття, за велінням долі потрапила до Бессарабії. Залишатися на чужині вони не хотіли, а повертатися на батьківщину, до Курської губернії, з відомих тільки їм причин, вони не могли. Але право на міграцію давав виключно царський дозвіл. Тому селянам довелося з таким проханням відправляти до столиці свого представника. Ним виявився Харін Єфрем Григорович. Отримане рішення дозволяло вибрати місце для постійного поселення у Катеринославській губернії. Повернувшись з позитивним результатом, Єфрем Григорович узявся за організацію переселення. Зібравши свої пожитки, група вирушила у довгий шлях. Скільки часу тривала їх поїздка, в яких місцях вони зупинялися не відомо. Але зупинившись в черговий раз на відпочинок біля невеликої річечки, околиці якої були встелені високими травами і шалено пахущими польовими квітами, вирішили залишитися тут назавжди. Датою заснування села прийнято вважати - 28 червня 1857 року, а його засновником по праву - Харіна Єфрема Григоровича, який очолив групу переселенців і прибув сюди разом з нею. Згодом керував поселенням, займався облаштуванням побуту жителів, нарізкою і розподілом земельних ділянок, організацією забудови села. Помер в 1871 році, покоїться на місцевому кладовищі.
За архівними даними відомо, що станом на 1886 рік в селі, центрі Борисівської волості Катеринославського повіту Катеринославської губернії, мешкало 1478 осіб, налічувалось 252 двори, православна церква, школа, 3 лавки.
За переписом 1897 року кількість мешканців зросла до 2343 осіб (1171 чоловічої статі та 1172 — жіночої), з яких 2340 — православної віри.
Серед селян були заможні сім'ї, яким належали кілька вітряків. Один з них — Потап Іванович Єременко — цікавився передовими технологіями та намагався жити в ногу з часом.
«Він дізнався, що в Швейцарії  брати Бюлер, виготовляють першокласне борошномельне обладнання та вирішив його придбати. Переправляли обладнання через Балтійське море, Атлантичний океан та Чорне море в Одесу, а звідти прямо в Борисівку. В 1895 р обладнання запустили. Будівля млина розташувалася біля джерела, яке забезпечувало роботу парового котла. Опалювався котел соломою та дровами, а потім вугіллям», — розповів Олександр Бойко.
Під час організованого радянською владою Голодомору 1932—1933 років померло щонайменше 192 жителі села.
Виробництво на млині не припинялося ні під час голодомору, ні під час окупації регіону нацистами. На початку 1944 року німці хотіли вивезти обладнання в Німеччину, але наступ радянських військ зірвав ці плани. Тоді інтендант наказав знищити будівлю, але місцеві мешканці відстояли млин. У 1950-х роках млин продовжував працювати, але паровий котел замінили на електричний привід. Паровий двигун та колесо вдалося зберегти, і тепер вони вважаються історичною цінністю села.

## Населення

### Мова
Розподіл населення за рідною мовою за даними перепису 2001 року:
| Мова            | Кількість | Відсоток |
| --------------- | --------- | -------- |
| російська       | 545       | 74.35%   |
| українська      | 180       | 24.56%   |
| вірменська      | 4         | 0.55%    |
| болгарська      | 2         | 0.27%    |
| інші/не вказали | 2         | 0.27%    |
| Усього          | 733       | 100%     |

## Економіка
- ТОВ «Атлант».
- ПП "ИВВА-АГРО"
- ПП "ОАЗИС"
- ПП "ТАОС-АГРО"
- ТОВ "СОТ-ТРАНС"

## Об'єкти соціальної сфери
- Школа.
- Дитячий садок
- Фельдшерський пункт

## Туризм
- Село славиться своїм цілющим джерелом, яке відоме з незапам'ятних часів. Шубовснути у воду сюди приїжджають навіть жителі сусідніх областей.
- Будинок в якому жив старець Амфілохій (Трубчанинов Микола Федорович)
- Будівля млина з устаткуванням швейцарської фірми Bühler (одне з найстаріших, що збереглися в Україні), привезеним сюди в 1895 році
- Церква святителя Миколая
- Будівля земської школи, 1912 року спорудження